# BMW M2B15
Der BMW M2B15 war ein SV-Zweizylinder-Boxermotor von BMW mit einem Hubraum von 494 cm³. Der von 1920 bis 1923 in Serie gebaute, auch „Bayern-Kleinmotor“ genannte Zweizylinder war der erste Motorradmotor des Unternehmens. Ursprünglich wurde er als tragbarer Industriemotor entwickelt.

## Geschichte
Im Jahr 1917 stieß Ingenieur Max Friz zu BMW, wo er zuerst einen Sechszylinderflugzeugmotor neu entwickelte. Der daraus resultierende Motor BMW IIIa wurde in die Fokker D.VII eingebaut und hatte einen wesentlichen Anteil an den guten Leistungen des Flugzeugs. Nachdem in Deutschland nach Kriegsende aufgrund des Versailler Vertrags die weitere Entwicklung von Flugzeugen verboten war, entwickelte BMW ersatzweise u. a. Interesse an Motorrädern.
Friz kopierte und überarbeitete 1920 zusammen mit Werkmeister Martin Stolle den Motor aus dessen Douglas-Motorrad. Vorher hatte Stolle sechs Versuchsmotoren nach diesem Muster gebaut. Wegen der Laufruhe und der höheren Leistungsausbeute hielt Stolle zwei Zylinder für nötig. Der so entwickelte 500-cm³-Boxermotor erhielt den Namen „BMW M2 B15“, wobei „2“ als Hinweis für zwei Zylinder und „B“ für Boxermotor steht.
Der Motor wurde von mehreren deutschen Motorradherstellern zum Antrieb ihrer Fahrzeuge verwendet. Größter Kunde waren die Victoria-Werke für ihr Modell KR 1 und weitere Abnehmer u. a. Bison, Corona, Heller, Karü und SMW. Die Bayerischen Flugzeugwerke setzten den Motor in der Helios ein. Der kurzlebige Automobilhersteller Atlantic trieb mit dem M2 B15 den Atlantic Einspurwagen an.
Nach Herstellerangaben wurde der Motor „mit nur mäßigem Erfolg“ versuchsweise auch in Flugzeugen eingebaut.
Später bildete der Motor die Basis für den Motor der BMW R 32.

## Technik
Der Zweizylinder-Boxermotor mit 494 cm³ Hubraum ist luftgekühlt. Er hat wie sein Vorbild aus dem Douglas-Motorrad SV-Steuerung (seitlich stehende Ventile) und jeweils 68 mm Bohrung und Hub. Bei der Helios wurde der Boxermotor quer eingebaut, das heißt, die Kurbelwelle lag quer zur Fahrtrichtung, die Zylinder lagen längs. Die Leistung ist mit 6,5 PS angegeben, die Drehzahl mit 3000/min. Martin Stolle selbst nannte 6,5 PS bei 2800/min. Die Kraftübertragung an das Hinterrad erfolgte über eine Einscheibenkupplung, ein handgeschaltetes Dreiganggetriebe und eine Rollenkette.